# سودوهاکوروگاما
سودوهاکوروگاما (به لاتین: Suduhakurugama) یک منطقهٔ مسکونی در سری‌لانکا است که در استان مرکزی (سری‌لانکا) واقع شده‌است.